# Toxeus latithoracicus
Toxeus latithoracicus es una especie de araña saltarina del género Toxeus, familia Salticidae. Fue descrita científicamente por Yamasaki & Hung en 2012.
Habita en Japón (islas Ryūkyū).